# Andreas Lindström (ishockeyspelare född 1990)
Bengt Andreas Lindström, född 4 juni 1990 i Fässbergs församling i Mölndal, är en svensk före detta professionell ishockeyspelare (back). Hemmaklubb var IF Mölndal, han har sedan spelat i bland annat Borås HC, Olofströms IK och Västerviks IK.